# Anton Goubau

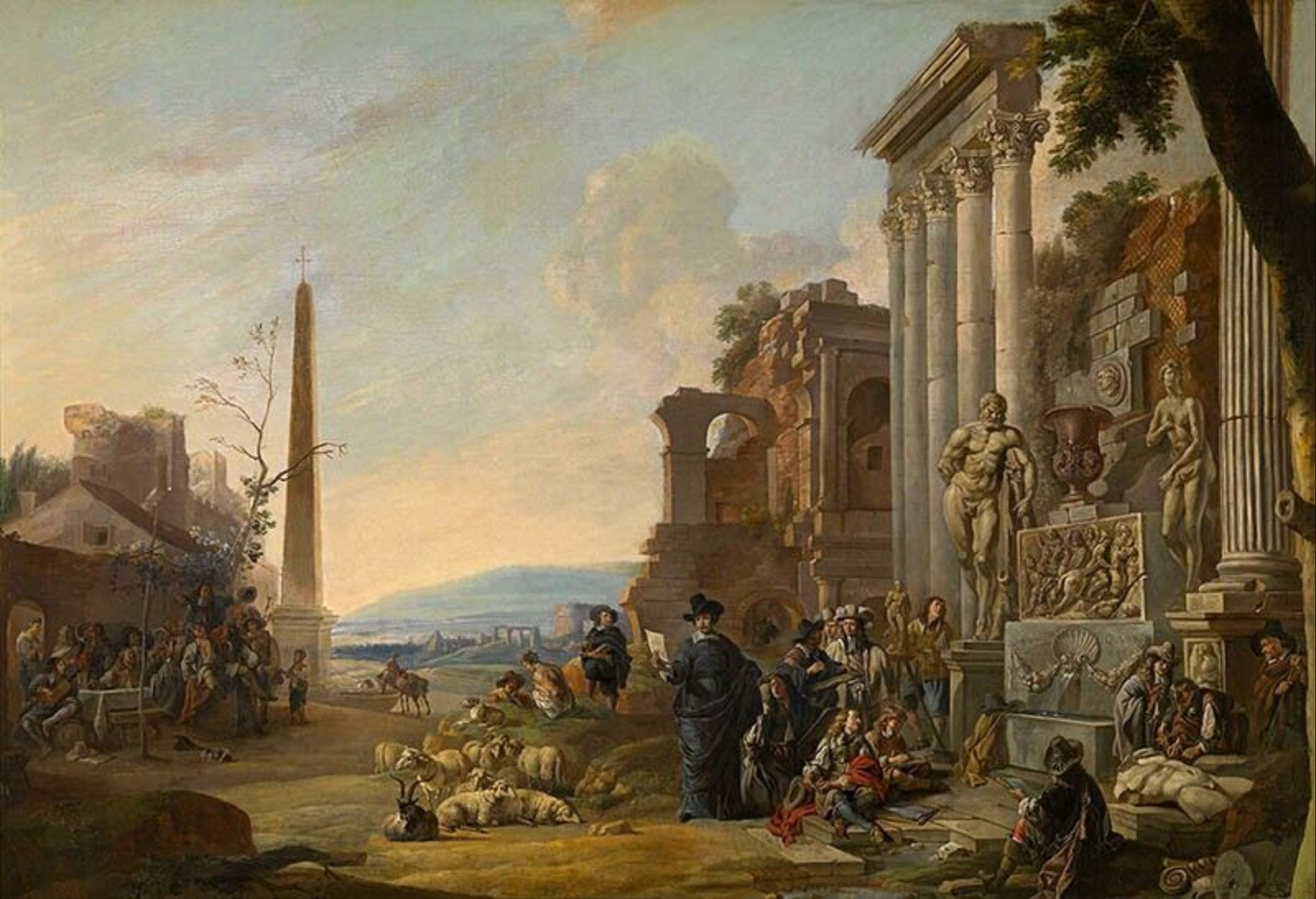
El estudio del arte en Roma, óleo sobre lienzo, 113,2 x 165 cm, Amberes, Koninklijk Museum voor Schone Kunsten.

Anton Goubau (Amberes, 1616 - 1698) fue un pintor barroco flamenco especializado en paisajes italianizantes.

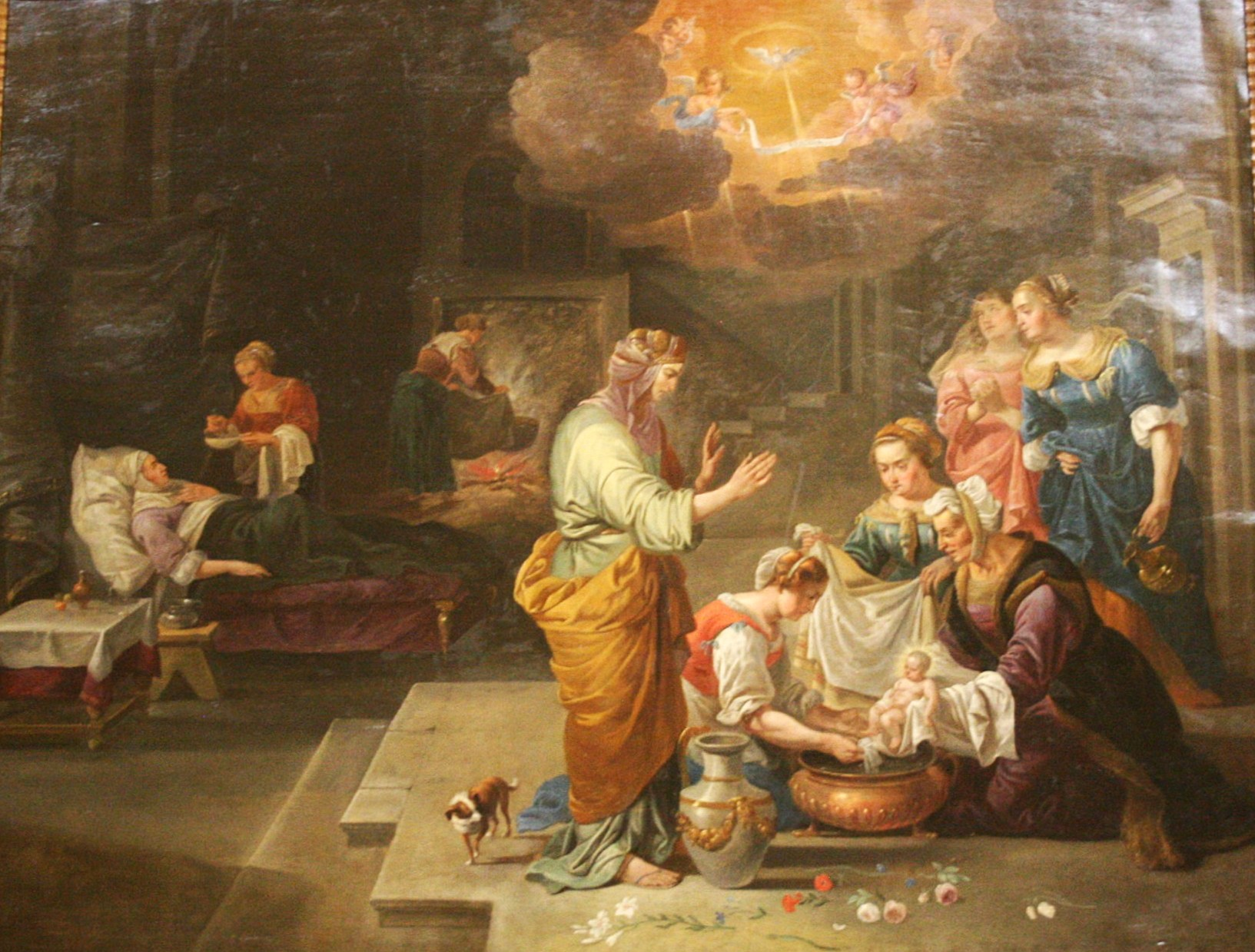
Nacimiento de la Virgen, óleo sobre cobre, 90 x 115 cm. Madrid, Monasterio de las Comendadoras de Santiago. Sacristía de los Caballeros

Nacido en el seno de una familia acomodada y bautizado en Amberes el 27 de mayo de 1616, en 1629 aparece registrado como aprendiz de Jan de Farius. Inscrito como maestro libre en el gremio de San Lucas de Amberes en el curso 1636/1637, en 1644 marchó a Roma, donde permaneció hasta 1650. En Roma se acercó a Pieter van Laer y los bamboccianti, ambiente que recreó en El estudio del arte en Roma o Artistas copiando estatuas antiguas en Roma. De regreso a Amberes tuvo un elevado número de aprendices, entre los que destaca Nicolas de Largillière que asistió a su taller en 1668.
Especializado en paisajes y escenas de género, es conocido especialmente por sus escenas callejeras y de mercado en espacios abiertos y con numerosas pequeñas figuras como la Escena de mercado cerca del arco de Tito (Karlsruhe, Staatliche Kunsthalle) o la Vista de la Piazza Navona en Roma (Amberes, Koninklijk Museum voor Schone Kunsten), pintadas de regreso en Amberes y combinando elementos arquitectónicos reales con otros fantásticos o tomados de lugares distintos. Anton Goubau practicó también la pintura religiosa y sobre cobre, género al que pertenecen El nacimiento de la Virgen y La Virgen niña con san Joaquín y santa Ana, parte de una serie de ocho pinturas flamencas, dedicadas a la vida de la Virgen, que se conservan en el monasterio de las Comendadoras de Santiago de Madrid. Todas ellas firmadas y alguna fechada en 1665, en su pintura colaboró con Erasmus Quellinus II, Willem van Herp, Michael Angelo Immenraet y Abraham Willemsens.